# Philharmonie Krakau

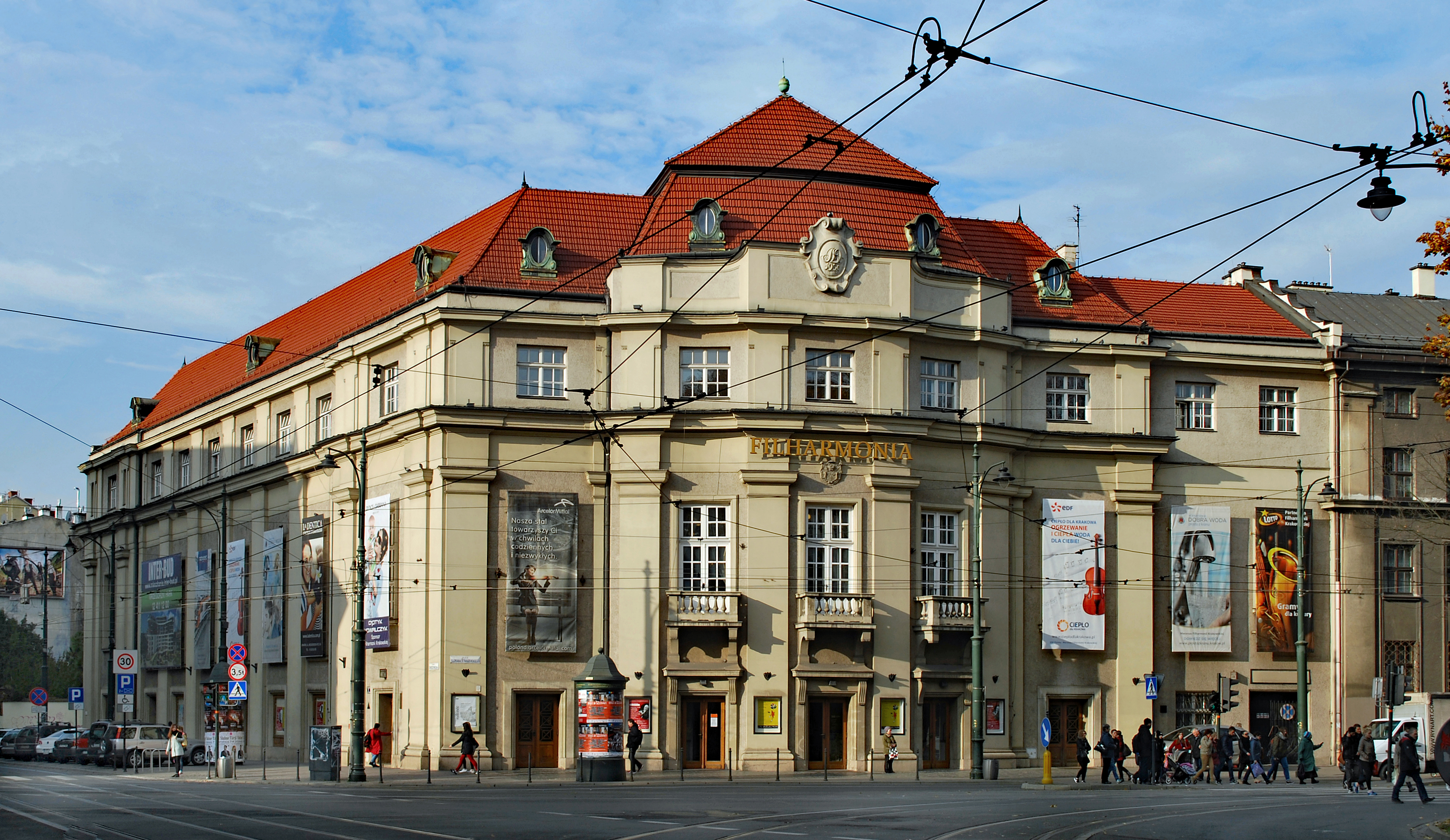
Philharmonie Krakau

Die Philharmonie Krakau (polnisch Filharmonia Krakowska), offiziell nach Karol Szymanowski benannt, ist das bedeutendste Konzerthaus in der polnischen Stadt Krakau.

## Geschichte
Erste ernsthafte Versuche zum Aufbau eines Sinfonieorchesters gehen auf das 18. Jahrhundert zurück, doch erst 1909 wurde in Krakau ein Berufsorchester unter der Leitung des Komponisten Feliks Nowowiejski gegründet. Nach dem Ersten Weltkrieg wurde ein 80-köpfiges Sinfonieorchester aufgebaut, das seine Tätigkeit am 18. Mai 1919 mit einer Aufführung zur Feier des hundertsten Geburtstags von Stanisław Moniuszko aufnahm.
Im Jahr 1937 gründete der Vorstand der Musikgesellschaft Krakau eine selbständige Abteilung unter der Bezeichnung Krakauer Philharmonie. Das dazugehörige Orchester erhielt den Namen Krakauer Sinfonieorchester und führte bis zum Ausbruch des Zweiten Weltkriegs Konzerte durch. Die letzte Aufführung fand am 21. Mai 1939 statt. Auf dem Programm standen die 5. Sinfonie von Beethoven und ein Violinkonzert von Emil Młynarski, mit Irena Dubiska als Solistin. Während der deutschen Besetzung Polens unter Generalgouverneur Hans Frank wurde unter der militärischen Führung von Bruno Müller, dem Leiter der Sonderaktion Krakau, ein Sinfonieorchester unter der Bezeichnung Philharmonie des Generalgouvernements gegründet, zu deren Veranstaltungen im Wesentlichen Soldaten der Wehrmacht als Publikum zugelassen waren. Nach dem plötzlichen Tod des Generalmusikdirektors und Chefdirigenten Hans Rohr am 6. Januar 1942 wurde Rudolf Hindemith (Bruder des Komponisten Paul Hindemith) sein Nachfolger, der 1944 von Hans Swarowsky abgelöst wurde.
Das heutige Krakauer Sinfonieorchester nahm seine Tätigkeit in der Philharmonie Krakau am 3. Februar 1945 unter der Leitung von Zygmunt Latoszewski (1902–1995) auf. Es war das erste professionelle Orchester im Nachkriegspolen. Zu den bedeutendsten Dirigenten und Musikdirektoren in den vergangenen Jahrzehnten gehören Witold Rowicki, Jerzy Katlewicz, Jerzy Maksymiuk, Antoni Wit, Hermann Abendroth, Rafael Kubelík, Helmuth Rilling und Roland Bader von den Berliner Philharmonikern.

## Architektur und Orgel

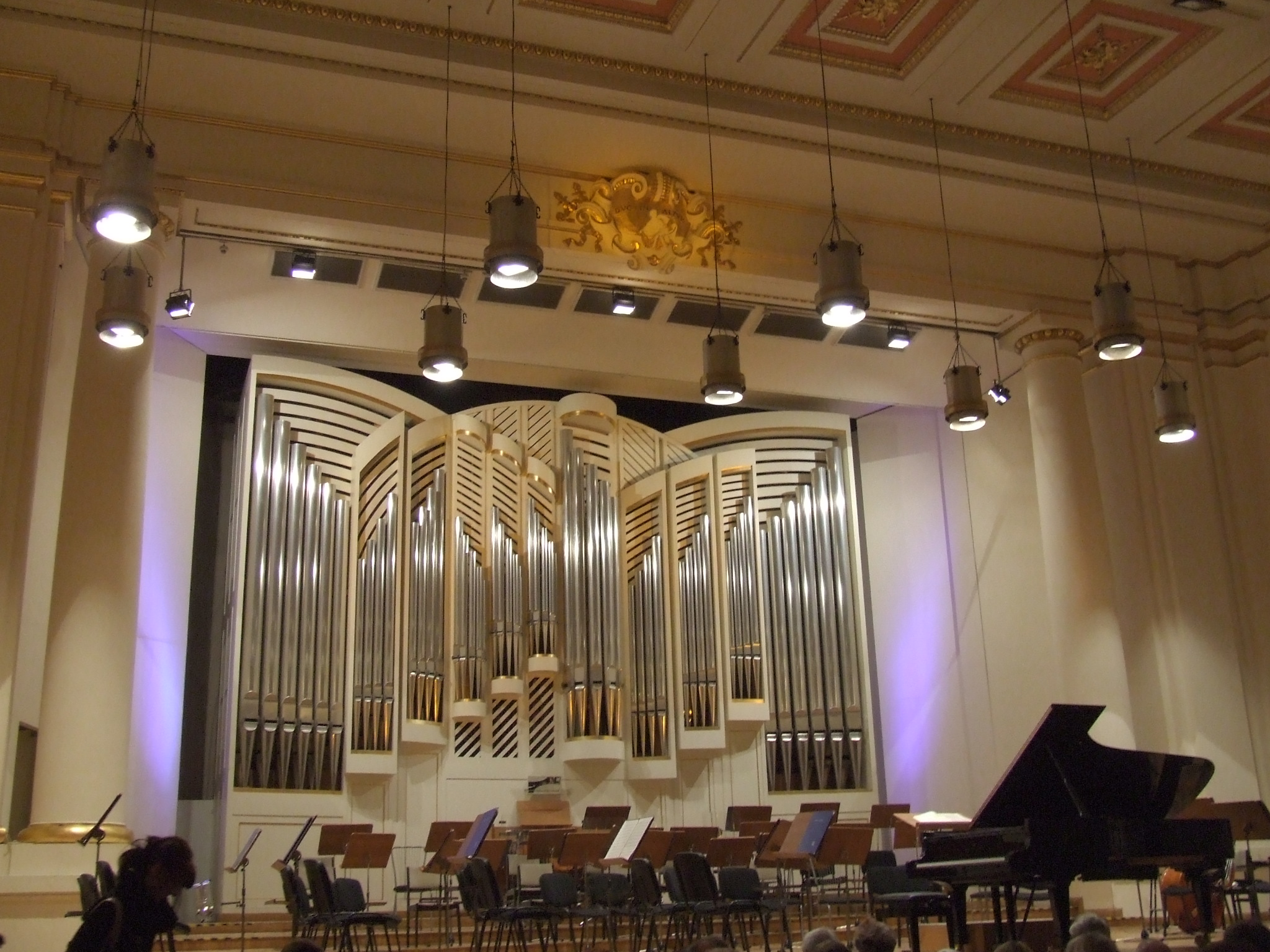
Innenansicht mit Klais-Orgel

Das Gebäude, entworfen durch den Architekten Józef Pokutyński (1859–1929) und finanziert durch Erzbischof Adam Stefan Sapieha, wurde 1931 eingeweiht. Es entstand auf dem Gelände der Herz-Mariä-Kirche und diente zunächst als Katholisches Haus. Es ist von neobarocken Stilelementen des Maison du Peuple („Volkshaus“) in Brüssel beeinflusst, das 1899 eröffnet und 1965 abgerissen wurde. Der Hauptsaal, für Orchesteraufführungen konzipiert, enthält nach einem Umbau 693 Sitzplätze. Zudem gibt es einen Goldenen Saal und einen Blauen Saal für Aufführungen kammermusikalischer Werke.
1982 wurde eine Orgel der Firma Alexander Schuke Potsdam Orgelbau aus Potsdam eingeweiht, die im Dezember 1991 durch einen Brand zerstört und 1996 durch ein neues Instrument der Orgelmanufaktur Klais aus Bonn ersetzt wurde. Die Klais-Orgel verfügt über 51 Register auf drei Manualen und Pedal.